# Edith Sitwell
Dame Edith Louisa Sitwell (7 tháng 9 năm 1887 – 9 tháng 12 năm 1964) là nữ nhà văn, nhà thơ Anh.

## Tiểu sử
Edith Sitwell sinh ở Scarborough, Yorkshire trong một gia đình gốc gác quý tộc. Là con gái của George Sitwell và Ida Emily Augusta Denison. Edith Sitwell có hai em trai Osbert (1892-1969) và Sacheverell Sitwell (1897-1988) cũng đều là những nhà văn, nhà thơ nhưng trong 3 chị em cùng một trường phái, Edith Sitwell là người nổi tiếng hơn cả. Edith Sitwell chỉ học ở nhà, biết làm thơ, viết văn từ rất sớm. Năm 1915 in tập thơ đầu tiên The Mother, năm 1916 in Twentieth-Century Harlequinade cùng với em trai Osbert.
Edith Sitwell bắt đầu viết phê bình trên tạp chí thơ Wheels, là tạp chí mà bà làm biên tập viên từ năm 1916 đến năm 1921. Năm 1930 in cuốn sách về nhà thơ Alexaner Pope, năm 1934 in Aspest of Modern Poetry (Về thơ hiện đại), năm 1943 in A Poet's Notebook (Sổ ghi chép của nhà thơ). Thơ của Edith Sitwell có những hình tượng phức tạp, nhịp điệu kích động. Thế giới quan của bà gần gũi với những nhà văn, nhà thơ "thế hệ mất mát". Những năm 1950 – 1960 Edith Sitwell là phó chủ tịch Hội văn học Hoàng gia, bà được tặng nhiều huân chương của Anh, nhiều giải thưởng văn học và là tiến sĩ danh dự của Đại học Oxford, Đại học Cambridge và một số trường Đại học khác. Bà mất tại London năm 1964.

## Tác phẩm
- Clowns' Houses (1918)
- Rustic Elegies (1927)
- Gold Coast Customs (1929)
- The Song of the Cold (1948)

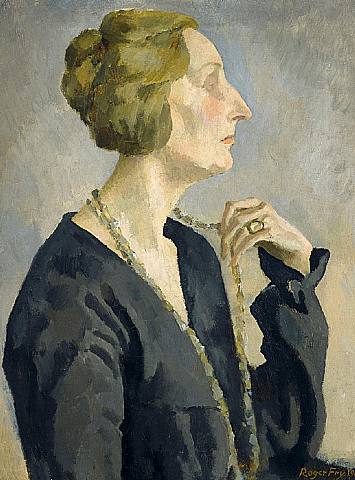
Tranh vẽ chân dung Edith Sitwell năm 1918

- Façade, and Other Poems 1920-1935 (1950)
- Gardeners and Astronomers (1953)
- Collected Poems (1957)
- The Outcasts (1962).
- Alexander Pope (1930)
- The English Eccentrics (1933)
- I Live under a Black Sun (1937)
- Fanfare for Elizabeth (1946) (biography of Elizabeth I)
- The Queens and the Hive (1962) (biography of Elizabeth I)

## Một bài thơ
Still falls the Rain
The raids, 1940. Night and dawn

Still falls the Rain –
Dark as the world of man, black as our loss –
Blind as the nineteen hundred and forty nails
Upon the Cross.

Still falls the Rain
With a sound like the pulse of the heart that is changed to the hammer-beat
In the Potter's Field, and the sound of the impious feet
On the Tomb:
Still falls the Rain
In the Field of Blood where the small hopes breed and the human brain
Nurtures its greed, that worm with the brow of Cain.

Still falls the Rain
At the feet of the Starved Man hung upon the Cross.
Christ that each day, each night, nails there, have mercy on us –
On Dives and on Lazarus:
Under the Rain the sore and the gold are as one.

Still falls the Rain –
Still falls the Blood from the Starved Man's wounded Side:
He bears in His Heart all wounds,– those of the light that died,
The last faint spark
In the self-murdered heart, the wounds of the sad uncomprehending dark,
The wounds of the baited bear,–
The blind and weeping bear whom the keepers beat
On his helpless flesh... the tears of the hunted hare.

Still falls the Rain –
Then – O Ile leap up to my God: who pulles me doune –
See, see where Christ's blood streames in the firmament:
It flows from the Brow we nailed upon the tree
Deep to the dying, to the thirsting heart
That holds the fires of the world,– dark-smirched with pain
As Caesar's laurel crown.

Then sounds the voice of One who like the heart of man
Was once a child who among beasts has lain –
'Still do I love, still shed my innocent light, my Blood, for thee.'

Mưa rơi
Những trận không kích năm 1940. Đêm và sáng

Mưa rơi
Tối như cõi người đời, đen như những gì đã mất
Mù như năm 1940
Trên cây thập ác.

Mưa rơi
Tiếng động như nhịp con tim, như búa đang gõ đập
Trên ruộng của Thợ gốm, tiếng bước chân của những kẻ lỗi lầm *1
Trên quan tài:
Tiếng mưa gõ nhịp
Trên đất của Huyết, nơi hy vọng nuôi trí tuệ người trần
Giun vẫn khát khao vầng trán của Cain.

Mưa rơi
Dưới chân Người, trên cây thập ác
Nơi Chúa bị đóng đinh. Suốt đêm mỏi mệt
Xin độ lượng với Người Giàu và cả La-xa-rơ *2
Mưa rơi trên vải mịn và trên ghẻ khắp người.

Mưa rơi
Huyết của Người bị đóng đinh rơi xuống
Những đau khổ của thế gian trong tim người trú ẩn
Tia lửa trong phút lâm chung
Trong tim kẻ quyên sinh và nỗi buồn của bóng đêm câm nín
Vết thương của con gấu mù *3
Bị người đánh roi đuổi ra...
Và nước mắt đầm đìa của thỏ.*4

Mưa rơi
Tôi giơ tay đến Chúa *5
Huyết của Giê-su chảy xuống giữa đời
Huyết từ trán chảy trên cây *6
Giờ hấp hối con tim người khát nước
Ngọn lửa bùng lên, đớn đau bàn chân bước
Mũ gai trên đầu như vòng nguyệt quế của Caesar. *7

Một giọng nói vang lên – của người sống trên trần
Thuở ấu thơ sinh ra trong máng cỏ, trong chuồng *8
"Ta yêu con người, Huyết của ta - ánh sáng trinh nguyên – cho con người rót xuống".
Bản dịch của Nguyễn Viết Thắng